# Damals im Sommer (1949)
Damals im Sommer (Originaltitel: In the Good Old Summertime) ist ein US-amerikanisches, von MGM produziertes Filmmusical aus dem Jahr 1949 unter der Regie von Robert Z. Leonard und Buster Keaton mit Judy Garland und Van Johnson in den Hauptrollen. Der Film wurde im deutschsprachigen Raum auch unter dem Titel Mit Musik ins Glück veröffentlicht.
Damals im Sommer ist eine weitere Adaption des Theaterstücks Parfumerie von Miklós László aus dem Jahr 1937, das bereits 1940 unter dem Titel Rendezvous nach Ladenschluß (The Shop Around the Corner) mit James Stewart und Margaret Sullavan unter der Regie von Ernst Lubitsch verfilmt wurde. Der Film e-m@il für Dich von Nora Ephron aus dem Jahre 1998 ist eine weitere, freiere Leinwandbearbeitung des Theaterstücks.
Für In the Good Old Summertime wurde die Handlung von einem Lederwarengeschäft im Budapest der dreißiger Jahre in eine Musikalienhandlung in Chicago in das frühe 20. Jahrhundert verlegt.

## Handlung
Der Film spielt in Chicago zu Beginn des 20. Jahrhunderts. Andrew Larkin arbeitet als erster Verkäufer in der Musikalienhandlung von Otto Oberkugen. Mit im Geschäft arbeiten die Kassiererin Nellie Burke und die Verkäufer Rudy Hansen und Hickey. Hickey ist gleichzeitig ein Neffe von Oberkugen. Andrew lebt in einer Pension. Einer seiner Mitbewohner dort ist die Violinistin Louise Parkson, die insgeheim in ihn verliebt ist.
Seit einiger Zeit steht Andrew aufgrund einer Zeitungsanzeige in Briefkontakt mit einer ihm unbekannten jungen Dame. Für ihre Korrespondenz haben die beiden vereinbart, gegenseitig anonym zu bleiben. Als er eines Morgens das Postamt mit einem ihrer Briefe verlässt, stößt er auf den Stufen mit Veronica Fisher zusammen und ruiniert ihr in einem kurzen Augenblick Frisur, Hut und Kleidung. Er übergibt ihr seine Visitenkarte und verspricht, für alle angerichteten Schäden aufzukommen.
Veronica erscheint tatsächlich später im Musikgeschäft, da sie eine Anstellung sucht. Es gelingt ihr, eine Tischharfe zu verkaufen, über deren Aufnahme ins Portfolio Oberkugen und Andrew vorher gestritten hatten. Oberkugen ist begeistert und stellt Veronica ein. Andrew und Veronica sind sich auf Anhieb gegenseitig unsympathisch und streiten im Verlauf der nächsten Zeit recht häufig miteinander.
Kurz vor Weihnachten haben sich Andrew und seine ihm immer noch unbekannte Brieffreundin zu einem ersten persönlichen Treffen in einem Restaurant verabredet. Als er erkennen muss, dass es sich bei ihr um Veronica handelt, stürmt er wutentbrannt davon. Später kommt er jedoch noch einmal zurück, betritt das Restaurant und setzt sich zu Veronica. Diese ist sehr erbost, weil sie ja auf ihren Brieffreund wartet und fürchtet, Andrew könnte ihn vertreiben. Sie wirft ihm einige Beleidigungen an den Kopf, woraufhin Andrew das Restaurant wieder verlässt.
Da ihr Brieffreund am Abend nicht erschienen ist, ist Veronica am nächsten Tag völlig niedergeschlagen und kann nicht zur Arbeit kommen. Andrew besucht sie, um zu sehen, wie es ihr geht. Sie kommen ins Gespräch, als Veronicas Tante mit einem Brief ihres Brieffreundes erscheint. Sie liest ihn im Beisein Andrews und ist hocherfreut, da er ihr anscheinend die Anwesenheit von Andrew am Abend zuvor nicht übel nimmt. Sie erklärt, am nächsten Tag wieder im Geschäft zu erscheinen und stimmt sogar zu, Nellies und Oberkugens Verlobungsfeier am nächsten Abend zu besuchen.
Am nächsten Tag übergibt Oberkugen Andrew vor der Feier seine kostbare Stradivari mit der Bitte, sie für ihn mit zur Feier zu nehmen. Er möchte Nellie und die Gäste mit einem Stück unterhalten. Nellie fürchtet jedoch, dass sich Oberkugen wegen seiner nicht gerade guten Geigenkünste blamiert, und beschwört Andrew, die Geige nicht mitzubringen. Andrew gehorcht und übergibt die Geige stattdessen Louise, damit sie an diesem Abend einen Wettbewerb um ein Stipendium bestreiten kann.
Als Oberkugen auf der Verlobungsfeier immer drängender seine Stradivari verlangt, lässt sich Andrew von Louise ihre Geige geben. Bevor Oberkugen jedoch den Betrug bemerkt, zerbricht Hickey die Geige versehentlich, als er sie seinem Onkel zum Vorspiel überbringen soll. Jetzt ist Andrew gezwungen den Austausch der Geigen zu gestehen. Gemeinsam holen sie die Stradivari von der Wettbewerbsveranstaltung von Louise ab, nicht ohne sie jedoch vorher auf der Stradivari spielen zu hören. Oberkugen entlässt Andrew und befiehlt ihm, sich am nächsten Morgen seine Papiere zu holen. In dieser Situation – und auch als sie sieht, wie herzlich sich Andrews vermeintliche Freundin Louise bei ihm für die Überlassung der Stradivari bedankt – erkennt Veronica, dass ihr Andrew nicht mehr gleichgültig ist.
Der nächste Morgen ist der Weihnachtsmorgen, und die Stimmung im Geschäft ist gedrückt. Andrew erscheint und verabschiedet sich von seinen Kollegen. Oberkugen hat für sich inzwischen realisiert, dass er bei Louises Vorspiel seine Stradivari das erste Mal so hat spielen hören, wie sie gespielt werden sollte, und dass er kein Recht auf sie besitze. Er bittet Andrew, sie an Louise weiterzugeben und stellt ihn wieder ein – sogar als Geschäftsführer, da er und Nellie sich nach der Hochzeit aus dem Geschäft zurückziehen wollen. Als Andrew Veronica davon berichtet, geraten sie erneut in Streit, was am Ende dazu führt, dass Veronica kündigt.
Als am Abend das Geschäft geschlossen wird, bleiben Veronica und Andrew zurück. Sie kommen über Veronicas Freund ins Gespräch. Andrew gibt vor, ihn am Vortag gesehen zu haben, da dieser ihren Erklärungen über das Treffen im Restaurant im letzten Brief nicht geglaubt habe. Andrew beschreibt ihn dabei einer immer fassungsloser werdenden Veronica gegenüber als dick, kahl, depressiv und arbeitslos. Als er ihr schließlich aber gesteht, dass er der unbekannte Briefschreiber sei, küssen sie sich. Der Film endet mit Veronicas Worten „Psychologisch bin ich sehr verwirrt, aber persönlich fühle ich mich wunderbar“ („Psychologically, I'm very confused, but personally I feel just wonderful“).

## Musik- und Tanznummern
1. In The Good Old Summertime / Chicago – MGM Studio Orchestra während der Opening Credits.
2. In The Good Old Summertime (Musik George Evans, Text Ren Shields) – MGM Studio Orchestra und die Hauptdarsteller des Films während Van Johnson in die Rahmenhandlung einführt.
3. Meet Me Tonight in Dreamland (Musik Leo Friedman, Text Beth Slater Whitson) – Judy Garland während ihrer Vorstellung bei Oberkugen.
4. Put Your Arms Around Me, Honey (Musik Albert Von Tilzer, Text Junie McCree) – Judy Garland und Van Johnson bei der Arbeit.
5. Last Night When We Were Young (Musik Harold Arlen, Text Yip Harburg) – Judy Garland nach dem missglückten Date. Dieses Stück wurde aus der finalen Fassung des Films entfernt.
6. Wait Till The Sun Shines Nellie (Musik Harry von Tilzer, Text Andrew Sterling (II)) – The King's Men während der Verlobungsfeier.
7. Little Brown Jug (Musik Joseph Winner) – MGM Studio Orchestra während der Verlobungsfeier.
8. Play That Barbershop Chord (Musik Lewis F. Muir und William Tracey, Text Ballard MacDonald) – Judy Garland und The King's Men während der Verlobungsfeier.
9. I Don’t Care (Musik Harry O. Sutton, Text Jean Lenox) – Judy Garland während der Verlobungsfeier.
10. Souvenir de Moscou (Musik Henryk Wieniawski) – Marcia Van Dyke als Aufführungsstück im Wettbewerb.
11. Merry Christmas (Musik Fred Spielman, Text Janice Torre) – Judy Garland nach ihrer Kündigung.
12. In The Good Old Summertime – Finale.

Quelle: Soundtrack bei 
Im englischen Original wird nach Merry Christmas in den darauffolgenden Szenen (in denen Oberkugen Prämien an seine Mitarbeiter verteilt) der Song im Hintergrund erneut in einer Instrumentalfassung wiedergegeben. In der deutschen Fassung wird stattdessen eine Trompetenversion von Adeste fideles gespielt.

## Produktion und Hintergrund
Der Arbeitstitel des Films war The Girl From Chicago. Gedreht wurde von Oktober 1948 bis Januar 1949. Die Uraufführung in den USA erfolgte am 29. Juli 1949. In Deutschland kam der Film nie in die Kinos, die TV-Premiere erfolgte am 11. Oktober 1992.
Das Budget des Films betrug 1.563.835 USD, das mit 1.576.635 USD um lediglich 12.800 USD überschritten wurde.
Im Laufe der Entwicklung des Filmes waren unterschiedliche Schauspieler für die Besetzung der Hauptrollen vorgesehen: Frank Sinatra, Gene Kelly und Peter Lawford für Andrew, Gloria DeHaven und June Allyson für Veronica.
Dies war Judy Garlands vorletzter Film für MGM.
Buster Keaton war ursprünglich nur als Gagschreiber für den Film engagiert. Seine Aufgabe war es, die Sequenz zu schreiben, in der Oberkugens Violine zerstört wird. Das Ergebnis war ein gleichzeitig komischer als auch glaubwürdiger Ablauf. Allerdings realisierten die Produzenten, dass wohl nur Keaton selbst diese Szene spielen konnte, daher gaben sie ihm eine Rolle im Film. Keaton entwickelte (und leitete) ebenso die Sequenz vor dem Postamt, in der Van Johnson in einer Hommage an die alten Slapstick-Filme versehentlich Judy Garlands Kleidung zerstört. Auf diese Szene wurde Van Johnson von Keaton intensiv vorbereitet. Die Rolle als Hickey war Keatons erster Auftritt in einem MGM Film seit seiner Entlassung 1933.
Marcia Van Dyke war eine ausgebildete Violinistin und spielte alle ihre Stücke im Film selbst.
Für die damals dreijährige Liza Minnelli, die am Ende des Films als Tochter der von Judy Garland und Van Johnson dargestellten Filmfiguren erscheint, war es ihr erster Filmauftritt.

## Rezeption
Der Film war ein großer kommerzieller Erfolg. Nach Angaben der Mannix-Akte spielte er 2.892.000 US-Dollar in den Vereinigten Staaten und Kanada sowie 642.000 US-Dollar in den übrigen Ländern ein.
Neben dem bereits erwähnten Film Rendezvous nach Ladenschluß war das Theaterstück auch Vorlage für den Film e-m@il für Dich aus dem Jahr 1998 mit Tom Hanks und Meg Ryan.

## Kritiken
- „Judy Garland wurde ausreichend Gelegenheit gegeben, ihren ansteckenden Sinn für Humor auszuschöpfen. […] Co-Star Van Johnson wurde die wunderbare Gelegenheit gegeben, seine komödiantischen Muskeln spielen zu lassen und sich als leichtgewichtigen Darsteller von immensem Charme und einer gewissen Menge an Stil zu offenbaren.“ („Judy Garland was given ample opportunity to exploit her infectious sense of comedy […] . It also gave co-star Van Johnson a marvellous chance to flex his comedic muscles and reveal himself as a lightweight performer of immense charm and a certain amount of style.“) – The Hollywood Musical[4]

- „Miss Garland […] singt eine Reihe von nostaligischen Stücken in bestechender Weise. Tatsächlich erzeugte ihre amüsante und  lockere Interpretation von I Don’t Care einen Beifallssturm, was in einem Kino ein nicht alltäglicher Tribut ist.“ („Miss Garland […] sings a number of nostalgic songs in winning fashion. In fact, her amusing and freewheeling interpretation of I Don’t Care brought a burst of applause, which is not a common tribute in a movie house.“) – The New York Times[5]

- „Nicht sonderlich ausdrucksstarke, aber kurzweilige und sympathische Unterhaltung.“ – Lexikon des internationalen Films[6]

## Auszeichnungen
Die Drehbuchautoren waren 1950 für den Writers Guild of America Award in der Kategorie „Best Written American Musical“ nominiert, verloren jedoch gegen Heut’ gehn wir bummeln.